# Crawford County (Ohio)
Crawford County je okres amerického státu Ohio založený v roce 1820. Správním střediskem je město Bucyrus. Okres je pojmenovaný podle amerického vojáka z období Americké války za nezávislost Williama Crawforda, který byl mučen a upálen americkými indiány v odplatu za incident zvaný Gnadenhüttenský masakr.

## Sousední okresy
| Růžice kompasu |                | Seneca County          | Huron County    | Růžice kompasu |
| Růžice kompasu | Wyandot County | Sever                  | Richland County | Růžice kompasu |
| Růžice kompasu | Wyandot County | Crawford County (Ohio) | Richland County | Růžice kompasu |
| Růžice kompasu | Wyandot County | Jih                    | Richland County | Růžice kompasu |
| Růžice kompasu | Marion County  |                        | Morrow County   | Růžice kompasu |